# Couze Chambon
Pour les articles homonymes, voir Couze et Chambon.
La Couze Chambon, ou Couze de Chaudefour, est une rivière du centre de la France. C'est un affluent de rive gauche de l'Allier et un sous-affluent de la Loire.

## Géographie
La Couze Chambon, ou plus exactement la Couze de Chaudefour, prend sa source vers 1 580 mètres d'altitude dans le département du Puy-de-Dôme, dans les monts Dore, sur les pentes du puy de Cacadogne, dans la réserve naturelle nationale de la vallée de Chaudefour. Elle arrose le village de Chambon-sur-Lac et se jette dans le lac Chambon à 875 mètres d'altitude. 
Sous le nom de Couze Chambon, elle arrose ensuite Murol, passe au sud de Saint-Nectaire, chute d'une hauteur de sept mètres à la cascade de Saillant puis baigne Verrières et Montaigut-le-Blanc. Elle traverse ensuite Champeix, arrose Neschers et se jette dans l'Allier à 347 mètres d'altitude, en rive gauche, à Coudes.
Sa longueur est de 39,7 kilomètres et son bassin versant s'étend sur 195 km2

### Affluents
Parmi les vingt affluents de la Couze Chambon répertoriés par le Sandre, les principaux sont, d'amont vers l'aval :
- la Biche ;
- la Couze de Surains, ou ruisseau du Bois de Benne[3] ;
- le Courbanges, ou la Planchette, ou ruisseau de Champgourdeix, long de 13,1 km[4] ;
- le Fredet, connu localement sous le nom de Courançon[5], long de 14,2 km[6] ;
- le Quinsat, ou ruisseau de Lambre, ou ruisseau du Vernet, long de 10,4 km[7] ;
- le Bournat, ou ruisseau de la Rodde, ou ruisseau de Fasteyroux[8] ;
- la Fangière, ou ruisseau du Parc[9].

### Hydrologie

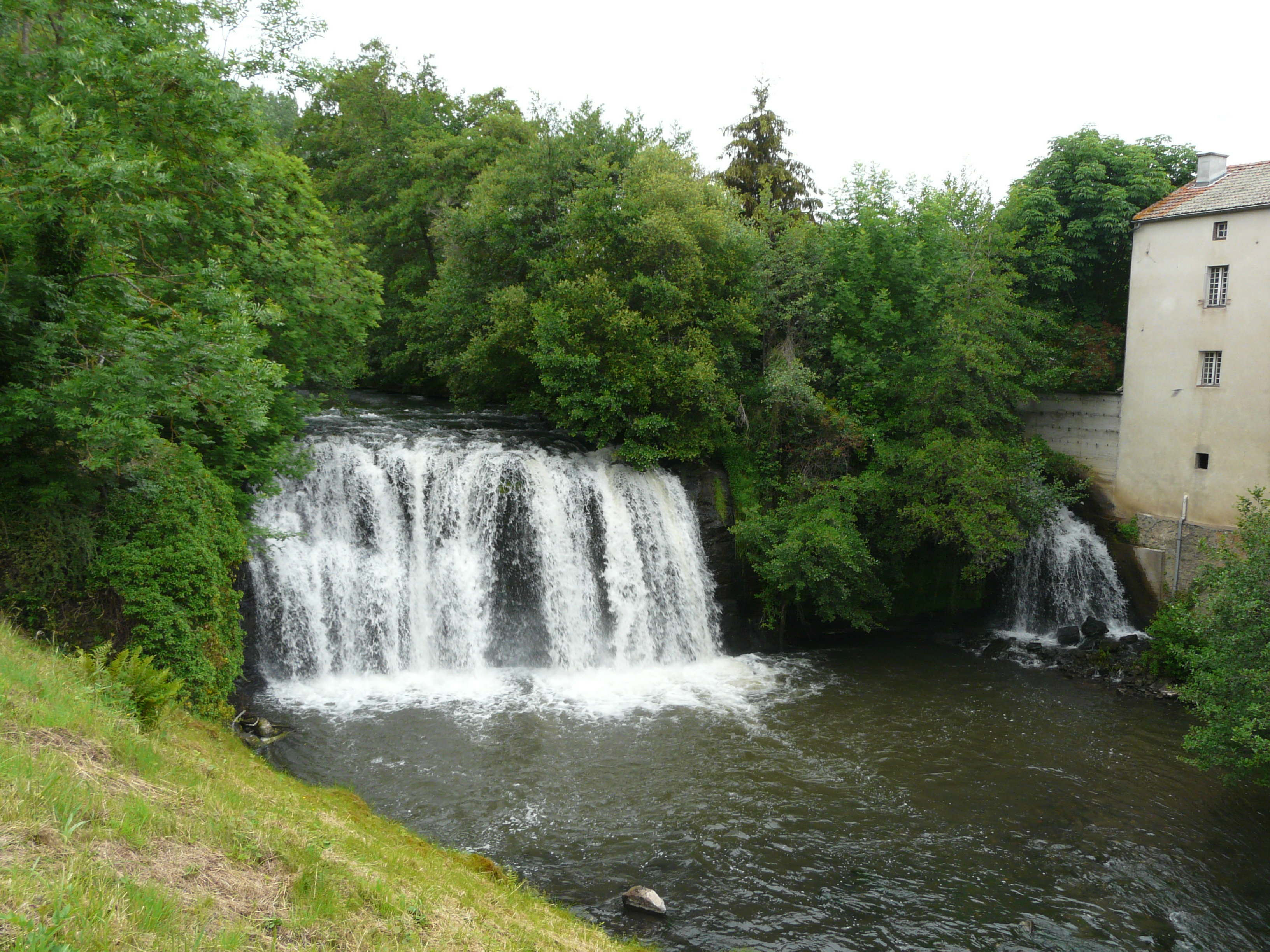
La cascade de Saillant.

Le débit de la Couze Chambon a été observé sur une période de 53 ans (1961-2013), à Montaigut-le-Blanc, à une dizaine de kilomètres en amont de son confluent avec l'Allier . À cet endroit, le bassin versant de la rivière est de 159 km2 sur un total de 195, soit 82 % de la totalité.
Le module de la rivière à Montaigut-le-Blanc est de 2,59 m3/s.
La Couze Chambon présente des fluctuations saisonnières de débit moyennes, typiques des rivières du Massif central français avec une alimentation partiellement nivale. Les hautes eaux se situent en hiver et au printemps, de décembre à avril inclus (avec un maximum en janvier suivi d'un deuxième sommet en avril), et portent le débit mensuel moyen jusqu'à 3,88 m3/s, et des basses eaux d'été, de juillet à septembre, avec une baisse du débit moyen mensuel jusqu'à 0,933 m3 au mois d'août.
Le VCN3 peut chuter jusque 0,33 m3/s, en cas de période quinquennale sèche. 

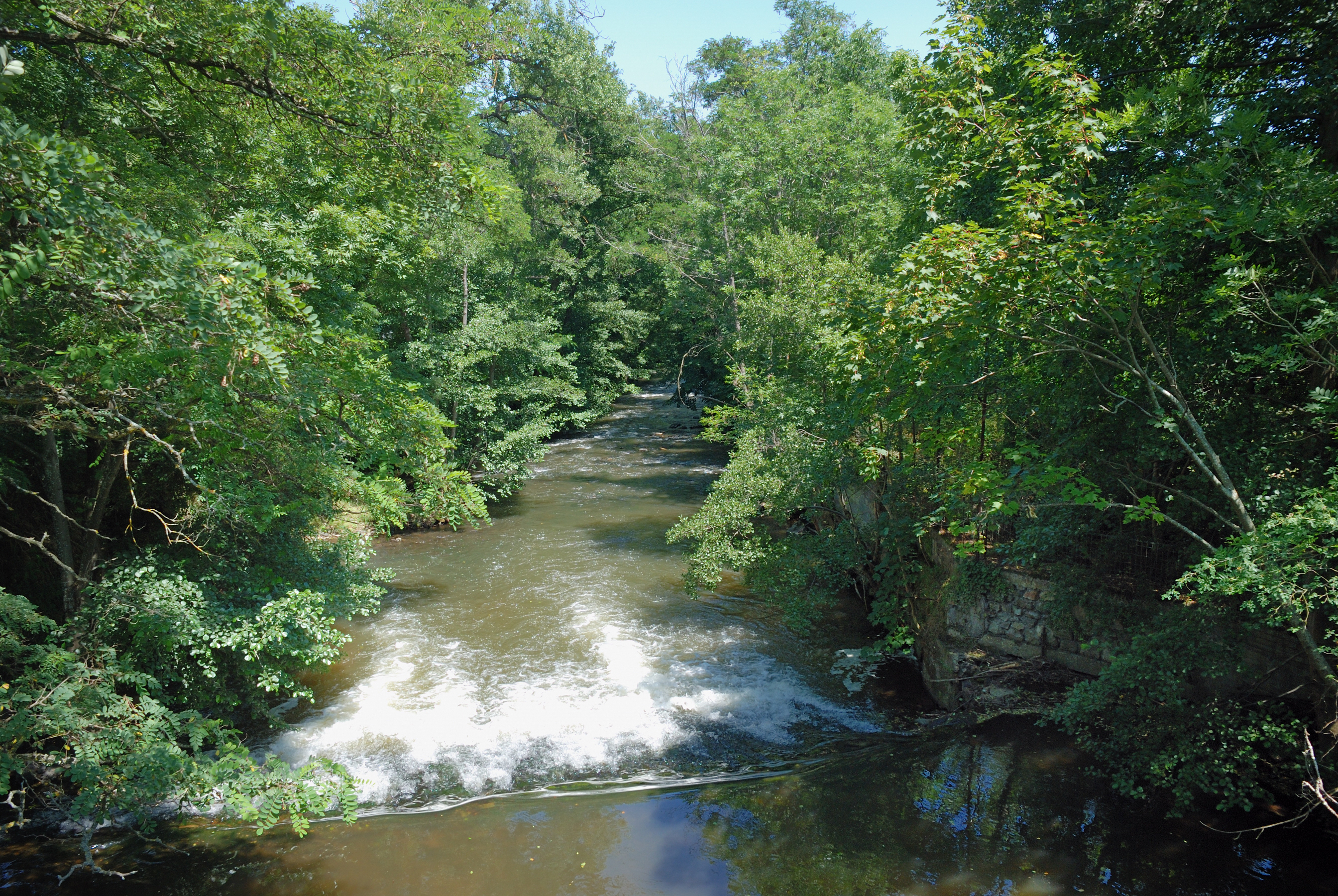
La Couze Chambon en amont de Champeix.

D'autre part, les crues peuvent prendre une certaine importance et sont assez fréquentes. Le débit instantané maximal enregistré a été de 86,5 m3/s le 1er juin 1992, tandis que la valeur journalière maximale a été de 44 m3/s le 6 janvier 1982. Le QIX 10 est de 53 m3/s. Quant au QIX 50, il est de 74 m3/s, soit 4,9 % de celui de l'Allier à Cuffy. 
À titre de comparaison, le QIX 10 de l'Eure à Cailly-sur-Eure vaut 90 m3/s, tandis que son QIX 50 est de 120 m3/s. Le QIX 10 comme le QIX 50 de la Couze Chambon, très petite rivière enfermée dans son petit bassin de 159 km2 au niveau de la station hydrologique de Montaigut-le-Blanc, montent à plus de la moitié de ceux de l'Eure, alors que le bassin versant de cette dernière est près de trente fois plus étendu.
La lame d'eau écoulée dans le bassin de la Couze Chambon est de 515 millimètres annuellement, ce qui est élevé, nettement supérieur à la moyenne d'ensemble de la France, mais également bien supérieur à la totalité du bassin versant de l'Allier (319 millimètres). Le débit spécifique (ou Qsp) atteint 16,3 litres par seconde et par kilomètre carré de bassin.

### Communes traversées

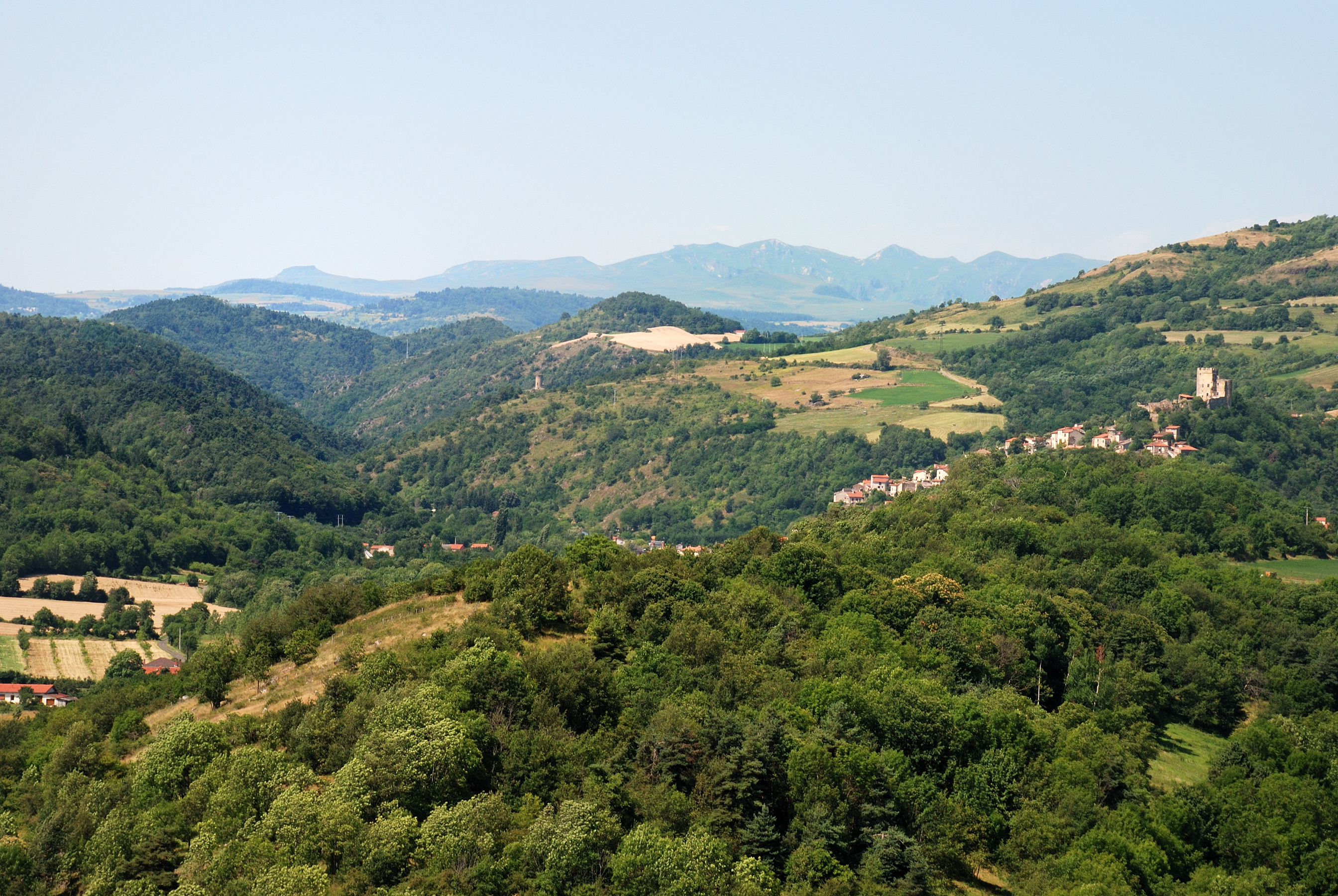
Vue sur la vallée de la Couze Chambon au niveau de Montaigut-le-Blanc.

La Couze de Chaudefour puis la Couze Chambon arrosent dix communes,, toutes situées dans le département du Puy-de-Dôme, soit d'amont vers l'aval :
- Chambon-sur-Lac (source)
- Murol
- Saint-Nectaire
- Verrières
- Grandeyrolles
- Creste
- Montaigut-le-Blanc
- Champeix
- Neschers
- Coudes (confluence)

## Divers
- Couze est un mot auvergnat pouvant être traduit par torrent.

- Un festival, « Les Musicales du Pays des Couzes », a lieu chaque été depuis 2006 dans cette région[13].

- Une usine hydroélectrique dite usine de la Pradat, anciennement moulin Beaugeix, a été construite sur la Couze Chambon, sur la commune de Champeix, vers la fin du XIXe siècle[14].